# Edward A. O'Neal
Edward Asbury O'Neal, född 20 september 1818 i Madison County, Alabamaterritoriet, död 7 november 1890 i Florence, Alabama, var en amerikansk politiker (demokrat) och militär i Amerikas konfedererade staters armé under amerikanska inbördeskriget. Han var guvernör i delstaten Alabama 1882–1886. Han var far till Emmet O'Neal.
Edward A. O'Neal gifte sig år 1836 med Olivia Moore och paret fick nio barn. Han studerade juridik och etablerade under 1840-talet en framgångsrik advokatpraktik i Florence; förmögna plantageägare och företagare inom textilbranschen var viktiga klienter. O'Neal var en förespråkare för Alabamas utträde ur USA och i inbördeskriget tjänstgjorde han som överste i CSA:s armé, bland annat i slaget vid Gettysburg. Efter kriget återvände han till sin advokatpraktik.
O'Neal efterträdde 1882 Rufus W. Cobb som guvernör och efterträddes 1886 av Thomas Seay. Den mest iögonenfallande händelsen under O'Neals ämbetsperiod var en skandal. Delstatens finansminister (Alabama State Treasurer) Isaac Harvey Vincent, känd som "Honest Ike", försnillade 200 000 dollar ur delstatens kassa och försvann 1883 med pengarna. O'Neal anlitade Pinkertons detektivbyrå som inte lyckades gripa Vincent trots att de följde ledtrådar från Kanada till Mexiko. Först flera år senare anhölls Vincent i Texas.